# W25 (核弾頭)
W25はアメリカ合衆国が開発した核弾頭。アメリカ空軍のAIR-2ジニー空対空ロケット向けの弾頭である。
AIR-2ジニーは冷戦期において、ソ連の爆撃機を確実に撃墜する空対空兵器として開発されていた。空対空誘導ミサイルの開発初期の時期であり命中性が低く、また爆撃機が核爆弾を搭載している可能性に鑑みるに、確実に撃墜を期すために核弾頭搭載ロケットが検討された。W25はAIR-2ジニーの弾頭であり、核出力は1.7 kt。時限信管により敵機近傍で爆発することを期待されていた。
W25はmod 0とmod 1の二つのサブタイプがあり、サイズは直径17.35 - 17.4インチ (441 - 442 mm)、長さ25.7 - 26.6インチ (650 - 680 mm)、重量=218 - 221ポンド (99 - 100 kg)。ブースト型ではない核分裂弾頭であり、インプロージョン方式となっている。核物質にはプルトニウムと濃縮ウランの複合したものが用いられている。1957年から1960年にかけて3,150発が生産された。また、W25搭載のAIR-2ジニーはアメリカ軍の管理の下、1964年から1984年にかけてカナダ空軍のCF-101戦闘機搭載用に配備されている。